# Automeris elegans
Automeris elegans é uma espécie de mariposa do gênero Automeris, da família Saturniidae.